# Sint-Simon en Judaskerk (Praag)

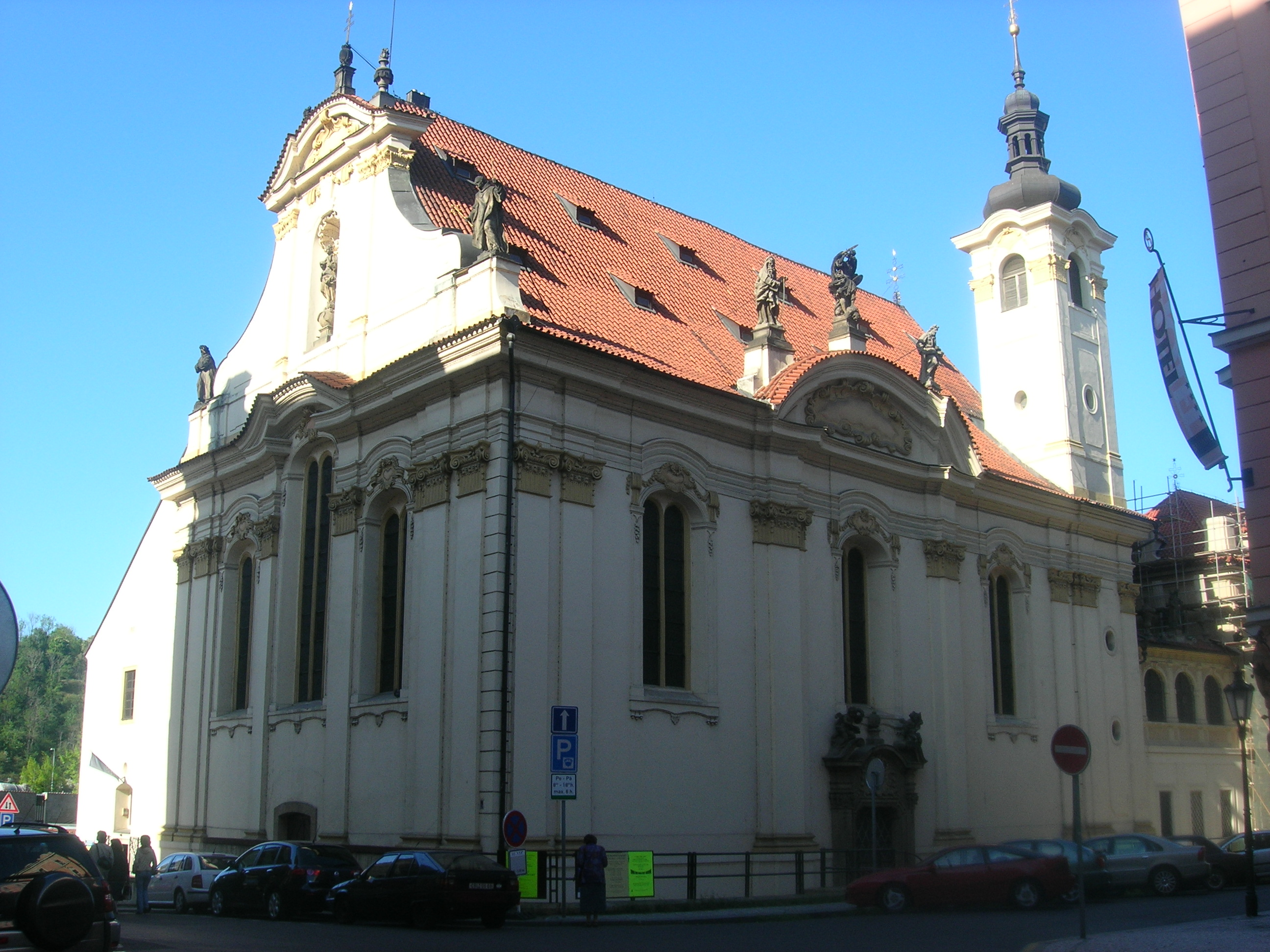
De Sint-Simon en Judaskerk

De Sint-Simon en Judaskerk (Tsjechisch: Kostel svatých Šimona a Judy) is een kerk in de Oude Stad van de Tsjechische hoofdstad Praag. De kerk werd tussen 1615 en 1620 gebouwd op de plaats van een oude gotische kapel. De kerk zelf, die gewijd is aan de heiligen Simon en Judas, is in barokstijl gebouwd.
In eerste instantie was de kerk eigendom van het Boheemse Broederschap, maar al snel werden de Hospitaalbroeders van Sint-Johannes de Deo eigenaar. Deze orde had naast de kerk al een klooster en ziekenhuis. Ook tegenwoordig is er achter de kerk nog een ziekenhuis gevestigd, het nemocnice Na Františku (Franciscusziekenhuis).